# Kurubarahalli, Ramanagara
Kurubarahalli là một làng thuộc tehsil Ramanagara, huyện Ramanagara, bang Karnataka, Ấn Độ.